# Alchilglicerofosfato 2-O-acetiltransferasi
La alchilglicerofosfato 2-O-acetiltransferasi è un enzima appartenente alla classe delle transferasi, che catalizza la seguente reazione:
acetil-CoA + 1-alchil-sn-glicero-3-fosfato ⇄ CoA + 1-alchil-2-acetil-sn-glicero-3-fosfato
L'enzima è coinvolto nella biosintesi del fattore di attivazione dei trombociti nei tessuti animali.